# 龐蒂亞克鎮區 (密蘇里州歐扎克縣)
龐蒂亞克鎮區（英語：Pontiac Township）是位於美國密蘇里州歐扎克縣的一個行政鎮區。

## 地方資料
龐蒂亞克鎮區的面積為50.25平方千米，當中陸地面積為46.86平方千米，而水域面積為3.39平方千米。根據2020年美國人口普查的數據，當地共有人口262人，而人口密度為每平方千米5.21人。